# Wallace Cleaver
Wallace Cleaver, de son vrai nom Léo Gond, est un rappeur français originaire de Saint-Laurent-Nouan, dans le Loir-et-Cher, né le 31 mars 1998.

## Biographie

### Enfance et origines
Léo Gond naît à Blois « il y a 26 ans » selon un article de Nouvelle République daté du 13 mai 2024, donc vraisemblablement en 1998, qui peut être confirmé par son premier projet intitulé 98.. Plus précisément, au travers des statuts de l'entreprise Marcel, il est possible de savoir sa date de naissance, le 31 mars 1998.
Il grandit à Saint-Laurent-Nouan, dans le Loir-et-Cher. Il est aujourd'hui installé à Paris, une ville qu'il rejoint pour ses études à la Sorbonne, en droit, et pour se lancer pleinement dans la musique,,. En 2023 il soutient sa thèse et obtient un doctorat en droit (spécialité droit des contrats spéciaux).
Le reste n'est pas connu, l'artiste se faisant discret sur les réseaux sociaux et les médias, et ses concerts étant rares.

### Carrière

#### Débuts
A 13 ans, Wallace Cleaver commence à écrire ses premiers textes. Il en parle par exemple dans plus rien n'est grave (2024) : « A 13 ans, je rappais déjà dans le champ, bientôt, j’marcherai cagoulé dans le centre ».
Son pseudonyme est le nom d'un personnage de la série télévisée Leave It to Beaver.
En 2018, il sort ses premiers morceaux aux côtés de KuRt 20:20 (désormais appelé AnNie .Adaa), dans un duo appelé Garden Club. Tous deux sont également membres du HPA MOB, un groupe de rap parisien fondé en 2016. Les quatre membres - avec Shen et Ichi - étudient tous à la Sorbonne,,.
Le premier morceau solo de Wallace Cleaver est Fe.tys qui sort en juin 2018, puis Arsène en octobre,.

#### Cinq projets en quatre ans (2019-2022)
Le premier projet de Wallace Cleaver, surnommé "le W", sort en 2019. Il s'agit d'un EP de douze titres intitulé 98, en référence à son année de naissance, 1998. En fin d'année, il sort le single Grand Bleu pour son retour.
Il enchaîne avec l'EP de quatre titres Toute l'année c'est l'hiver au mois de septembre 2020. Celui-ci est réédité à la fin du mois d'octobre en Toute l'année c ralenti, une version chopped & screwed réalisée avec le producteur Ocho, proche du 667 et spécialiste du genre en France. Ce genre naît à Houston dans les années 1990 ; il s'agit de ralentir le BPM et d'utiliser des techniques particulières pour altérer la musique et lui donner l'effet que procure la lean.
Le projet Cauchemar que Wallace Cleaver dévoile en mars 2021 est son premier album réellement construit et abouti,. Celui-ci est d'abord réédité en une version deluxe de 16 titres en juillet, puis en une version chopped & screwed réalisée par Ocho en juillet également.
Les neuf titres du projet A la recherche du temps perdu sont dévoilés en décembre 2021, et là aussi, il sort avec Ocho la réédition A la recherche du temps ralenti. Dans le morceau demain, il évoque le funeste club des 27, avec les mots « J'me tuerai moi-même à 27 piges / Est-c'qu'un jour je verrai l'éclaircie ? ».
41Boro, que Wallace Cleaver partage en juillet 2022, connaît le même sort, avec une version ralentie de ses six titres au mois d'août. Cette même année, il signe l'une de ses premières apparitions sur d'autres projets, en l'occurence sur l'EP de Kéroué.

#### Baiser(2023)
Une vidéo sur la chaîne YouTube Grünt, le 57e épisode de la série de freestyles hiphop qui lui est consacré, contribue à le faire connaître en avril 2023. En juin 2023, Aficia le présente comme membre « d'une scène rap affamée, assumée et indépendante, dans laquelle [il] se place en grand cru de ces dernières années ».
L'année 2023 est également celle qui permet à Wallace Cleaver de réaliser ses premier featurings hors entourage.
En juin 2023, Wallace Cleaver sort son album Baiser, qui lui permet de se faire remarquer sur la scène rap francophone. Le projet est salué par la critique et considéré parmi les meilleurs de l'année 2023. Son morceau çalavie qui introduit le projet cumule 5 millions d'écoutes sur Spotify et 1 million de vues sur YouTube. Il est également élu « meilleur son de 2023 » par les followers de Le Règlement. Autre titre du projet, déconnecté, se place en troisième position du classement personnel de Le Règlement.
Le projet présente un Wallace Cleaver divisé entre la douceur et la brutalité de la vie. « Noyé par ses émotions, il illustre son quotidien grisâtre avec des réflexions puissantes et personnelles. L’artiste n’a jamais été autant confidentiel et universel à la fois », selon lerdvagenda7.

#### merci(2024)
Les concerts de Wallace Cleaver sont rares, mais complets, comme La Gaîté-Lyrique (800 personnes) en novembre 2023 et L'Olympia (2800 places) en septembre 2024. En mai 2024, La Manche Libre en parle comme un « artiste se démarquant de plus en plus dans le paysage du rap français ».
Wallace Cleaver dévoile plus rien n'est grave le 5 juin 2024, un titre accompagné d'un clip en court métrage de huit minutes dans lequel il rend hommage à son grand-père et son grand frère, pour 160 000 vues deux semaines plus tard. Pour le journal Libération, Wallace Cleaver est « un pistolero du micro » et le single est qualifié comme suit : « pas d’ego trip, de guns, ni de gang, juste une histoire sensible et personnelle sur fond electro-piano. Brillant ».
Après un passage dans les studios berlinois de Colors avec le morceau le bus le 13 juin, Wallace Cleaver dévoile par surprise son nouvel album le 28 juin. Celui-ci est intitulé merci et comprend les deux titres précédemment cités, ainsi que neuf nouveaux morceaux, tous en solo,. Un jour auparavant, il organise une projection en avant-première dans neuf cinémas répartis dans toute la France et à Bruxelles.
En janvier et février 2025, il réalise la première tournée de sa carrière, le merci tour, avec douze dates en France, en Belgique et en Suisse.

## Style
Parmi ses inspirations peut être cité Niro.
Wallace Cleaver s'essaie aussi à la Jersey, comme dans son morceau Déconnecté, signe de sa polyvalence.
Son écriture est reconnue par Mouv' de Radio France, qui le place avec quelques rappeurs dont la plume « se distingue au fil de leurs morceaux comme l’élément clé de leurs propositions et participe grandement à remettre les textes au centre du paysage rap francophone ».

## Discographie

### Albums
- 2021 : Cauchemar
- 2021 : Cauchemar (Deluxe)
- 2023 : baiser
- 2024 : merci

### EPs
- 2019 : 98
- 2020 : Toute l'année c'est l'hiver
- 2021 : A la recherche du temps perdu
- 2022 : 41BORO

### Chopped and screwed
- 2020 : Toute l'année c ralenti (Chopped & $crewed)
- 2021 : Cauchemar (Deluxe) [Shopped & $crewed]
- 2022 : A la recherche du temps ralenti
- 2022 : 41BORO (Chopped & $crewed)

### Singles
- 2018 : Arsène
- 2018 : Fe.tys
- 2018 : Britney Spears 2007
- 2019 : Blanc Cassé
- 2019 : Brun Tabac
- 2019 : Grand Bleu
- 2020 : Embrasse moi
- 2020 : PDM
- 2020 : 45Camo
- 2020 : Ça Connecte (feat. AnNie .Adaa)
- 2021 : Hors de ma vue
- 2021 : Préface Live Session
- 2021 : Préface Live Session - Ocho Remix (feat. Ocho)
- 2021 : 39°C
- 2021 : 41 Freestyle
- 2021 : là bas
- 2021 : Reflet de lame
- 2021 : 41 Freestyle (+??)
- 2022 : Armata
- 2022 : Encore
- 2022 : w
- 2023 : déconnecté
- 2023 : est-ce que je l'aime ?
- 2023 : dans ma tête
- 2023 : benelli828 (feat. Django)
- 2023 : le vent (feat. Mairo)
- 2023 : le coeur à papa (feat. Sheldon)
- 2023 : murcielago (feat. dxvl)
- 2024 : plus rien n'est grave
- 2024 : le bus - A COLORS SHOW

### Apparitions
- 2019 : KuRt 20:20 - Tokyo Drift (Prs/Sln) (sur l'album Noir Ivoire (Rage & Hope Edition))
- 2020 : Eden Dillinger & Piège - océan rouge (sur l'album Scuba)
- 2020 : AnNie .Adaa - CorpsCacheCoeur
- 2021 : Eden Dillinger & Piège - ICARE (sur l'EP Divine Comédie, Chap.3 : Les Rats Dans Les Murs)
- 2021 : Henri Bleu - Si j'existe (sur l'album Fleur)
- 2022 : Kéroué - Vert violet (sur l'EP Eckmühl)
- 2022 : Eden Dillinger  - 40 mètres (sur l'album Saudade)
- 2023 : Mairo, avec NeS - larousse (sur l'album omar chappier)
- 2023 : Sto - Rats et fins d'garo (sur l'album Time Out (Vol.2))
- 2023 : Selug & $enar - Pourquoi (sur l'EP Le jour se lève)
- 2023 : Sheldon, avec Stratega - Technodrome (sur l'EP Seul(s))
- 2024 : Le Règlement - Zancudo (sur l'album Règlement Freestyle : Saison 5)
- 2024 : Jolagreen23 - Jour J (sur l'album Recherche&Destruction)
- 2024 : Django - Pas si mal (sur l'album paris, 31 août)
- 2025 : Oxmo Puccino - Les petites choses (sur l'album Lafiya Sessions)